# Joseph Kakou Aka
Joseph Kakou Aka, né le 17 août 1967 à Assinie, est un évêque ivoirien. Il est l'évêque du diocèse de Yamoussoukro depuis 2022.

## Biographie
Joseph Kakou Aka naît le 17 août 1967 à Assinie dans le sud-est de la Côte d'Ivoire. Il fréquente le petit séminaire de Yopougon. Il étudie ensuite la philosophie et la théologie catholique au séminaire régional Saint-Pierre de Cape Coast au Ghana. Il obtient également une licence en sociologie de l'université du Ghana à Accra. Le 23 juillet 1994, il est ordonné prêtre pour le diocèse de Grand-Bassam.
Il exerce d'abord la charge de vicaire paroissial et plus tard, la fonction de curé de la paroisse Saint-Antoine de Padoue à Moosou. En 1999, il est envoyé continuer ses études à l'université catholique de l'Afrique de l'Ouest où il obtient en 2001 une licence en théologie biblique. Il exerce par la suite la fonction de secrétaire par intérim de la Conférence épiscopale de Côte d'Ivoire entre 2001 et 2002, puis il poursuit ses études à l'Institut biblique pontifical de Rome. Il termine ses études en 2006 par une licence en exégèse biblique.
Joseph Aka retourne alors dans son pays natal, la Côte d'Ivoire, et devient directeur de l’apostolat biblique. À partir de 2012, il est secrétaire adjoint de la Conférence épiscopale régionale d'Afrique de l'Ouest et à partir de 2018, il devient secrétaire général,.

### Épiscopat
Le 28 décembre 2022, le pape François le nomme évêque de Yamoussoukro,. Il reçoit l'ordination épiscopale le 18 février 2023 par l'archevêque de Kinshasa, le cardinal Fridolin Ambongo Besungu, en la basilique Notre-Dame-de-la-Paix de Yamoussoukro ; les co-consécrateurs étaient l'archevêque de Bouaké, Paul-Siméon Ahouanan Djro, et l'évêque de Grand-Bassam, Raymond Ahoua. Il devient ainsi, le cinquième évêque du diocèse de Yamoussoukro.